# Until One
Until One é a primeira coletânea musical do supergrupo sueco Swedish House Mafia. Foi lançado em 22 de outubro de 2010.

## Recepção da crítica
Em seu lançamento, Until One obteve uma recepção mista dos críticos musicais em geral, a maiorias das canções. No Metacritic, atribuiu classificação normalizada de 100 opiniões dos críticos tradicionais, recebendo uma pontuação média de 54, com base em 6 comentários, o que indica críticas mistas ou média.

## Singles
- "Leave the World Behind" foi o primeiro single a ser lançado do álbum em 2009. O single foi uma colaboração de Swedish House Mafia e Laidback Luke com participação da cantora canadense Deborah Cox nos vocais, alcançando a posição de número #39 na Suécia.[3]
- "One" foi o segundo single do álbum, sendo lançado em 6 de setembro de 2010 no Reino Unido, estreando na posição de número #7. A versão single, "One (Your Name)", teve a participação do cantor Pharell Williams.
- "Miami 2 Ibiza" foi o terceiro single a ser lançado do álbum, contando com a participação de Tinie Tempah. Lançado em 1 de outubro de 2010, o single alcançou a #4posição no UK Singles Chart.

## Lista de faixas
| N.º | Título                                            | Artista                                                                                   | Duração |  |
| 1.  | "Miami 2 Ibiza"                                   | Swedish House Mafia vs. Tinie Tempah                                                      | 2:43    |  |
| 2.  | "Miami 2 Ibiza" (Instrumental)                    | Swedish House Mafia                                                                       | 2:16    |  |
| 3.  | "Reach Out"/"You Got the Love"                    | Sander van Doorn/Candi Staton                                                             |         |  |
| 4.  | "Leave the World Behind"                          | Swedish House Mafia & Laidback Luke com participação de Deborah Cox                       | 3:11    |  |
| 5.  | "Nothing But Love (Remode)"                       | Axwell                                                                                    | 3:05    |  |
| 6.  | "Valodja"                                         | Steve Angello & AN21                                                                      | 2:36    |  |
| 7.  | "In the Air (Axwell Remix)"                       | TV Rock com participação de Rudy                                                          | 2:59    |  |
| 8.  | "Kidsos"/"We Are Your Friends"                    | Sebastian Ingrosso/Simian                                                                 | 3:59    |  |
| 9.  | "Walk With Me (Axwell & Daddy's Groove Remix)"    | Prok & Fitch pres. Nanchang Nancy                                                         | 2:29    |  |
| 10. | "Tivoli"/"Walking On a Dream"                     | Steve Angello/Empire of the Sun                                                           | 4:01    |  |
| 11. | "Satisfaction (Isak Original Extended Mix)"       | Benny Benassi presents The Biz                                                            | 2:20    |  |
| 12. | "Show Me Love"                                    | Steve Angello & Laidback Luke com participação de Robin S.                                | 4:21    |  |
| 13. | "KNAS"                                            | Steve Angello                                                                             | 3:14    |  |
| 14. | "Meich"/"Clocks"                                  | Sebastian Ingrosso & Dirty South/Coldplay                                                 | 3:55    |  |
| 15. | "How Soon Is Now" (Main Mix)                      | David Guetta com participação de Sebastian Ingrosso, Dirty South & Julie McKnight         | 6:01    |  |
| 16. | "Swedish Beauty"/"Diamond Life"                   | AN21 & Max Vangelli/Louie Vega & Jay "Sinister" Sealee com participação de Julie McKnight | 5:32    |  |
| 17. | "Tell Me Why"                                     | Supermode                                                                                 | 2:31    |  |
| 18. | "Teenage Crime (Axwell & Henrik B Remode)"        | Adrian Lux                                                                                | 2:44    |  |
| 19. | "Monday"                                          | Steve Angello                                                                             | 3:00    |  |
| 20. | "Silvia (Sebastian Ingrosso & Dirty South Remix)" | Miike Snow                                                                                | 2:59    |  |
| 21. | "I Found U (Remode)"                              | Axwell                                                                                    | 3:43    |  |
| 22. | "One More Time"                                   | Daft Punk                                                                                 | 3:22    |  |
| 23. | "One"                                             | Swedish House Mafia                                                                       | 3:23    |  |
| 24. | "One (Your Name)"                                 | Swedish House Mafia com participação de Pharrell                                          | 3:03    |  |

## Paradas e posições
| País/Parada (2010)                       | Melhor posição |
| ---------------------------------------- | -------------- |
| Bélgica (Ultratop 50 Flanders)           | 6              |
| Bélgica (Ultratop 40 Valônia)            | 22             |
| Dinamarca (Hitlisten)                    | 31             |
| Estados Unidos (Billboard 200)           | 139            |
| Estados Unidos (Dance/Electronic Albums) | 4              |
| Estados Unidos (Top Heatseekers)         | 2              |
| França (SNEP)                            | 66             |
| Países Baixos (MegaCharts)               | 8              |
| Suécia (Sverigetopplistan)               | 13             |
| Suíça (Schweizer Hitparade)              | 18             |

## Histórico de lançamento
| País        | Data                  | Formato          | Gravadora | Catálogo   |
| ----------- | --------------------- | ---------------- | --------- | ---------- |
| Alemanha    | 22 de outubro de 2010 | CD               | Polydor   | B003UYJGZI |
| Reino Unido | 25 de outubro de 2010 | Download digital | Polydor   | B003UYJGZI |
| Reino Unido | 25 de outubro de 2010 | CD               | Polydor   | B003UYJGZI |